# Karl Ritter (Politiker)
Karl Ritter (* 15. September 1916 in Hochspeyer; † begraben 18. November 1994) war ein deutscher Lehrer, Bildungs- und Kommunalpolitiker (SPD). Von 1971 bis 1981 war er Landrat des Donnersbergkreises in Rheinland-Pfalz.

## Leben

### Herkunft und Ausbildung
Karl Ritter wurde als Sohn des Holzarbeiters Peter Ritter und dessen Frau Anna geboren. Nach der Volksschule besuchte er die Lehrerbildungsanstalt in Kaiserslautern, die er 1937 mit der Prüfung zum Volksschullehrer abschloss.

### Beruf
Ritter wirkte als Lehrer an verschiedenen Schulen, so in den 1950er Jahren an der Hochfeldschule in Ludwigshafen-Gartenstadt, zuletzt als Rektor der Adolf-Diesterweg-Schule in Ludwigshafen-Oggersheim. Daneben engagierte er sich in der Bildungspolitik; in der Fachpresse äußerte er beispielsweise Überlegungen zum Sitzenbleiben und zur Schulreife. Er war Mitglied der Gewerkschaft Erziehung und Wissenschaft (GEW), des Bundesvorstands der Arbeitsgemeinschaft Sozialdemokratischer Lehrer (ASL) sowie deren Landesvorsitzender für Rheinland-Pfalz.

### Politik
In die SPD war Ritter 1947 eingetreten. Bis zur Auflösung des Landkreises Neustadt an der Weinstraße war Ritter dort Erster Kreisdeputierter. Nachdem der seit 1948 amtierende Landrat Walter Unckrich 1968 in den Ruhestand verabschiedet worden war, übernahm Ritter als Stellvertreter dessen Geschäfte, bis im Folgejahr bei der großen rheinland-pfälzischen Verwaltungsreform der Kreis aufgelöst wurde. Anschließend bekleidete Ritter das Amt des Ersten Kreisdeputierten auch im neuen Landkreis Bad Dürkheim.
Am 3. September 1971 wurde er durch den damaligen rheinland-pfälzischen Ministerpräsidenten Helmut Kohl zum Landrat des Donnersbergkreises mit Sitz in Kirchheimbolanden ernannt und versah das Amt bis zum Eintritt in den Ruhestand 1981. 1969 war er zum ehrenamtlichen Bürgermeister der Ortsgemeinde Weidenthal gewählt worden; dieses Amt hatte er nach seiner Berufung zum Landrat aufgegeben.

### Nebenberufliche Betätigung
Während seiner Zeit als Kreisdeputierter in Neustadt initiierte Ritter ein Buch über das Hambacher Schloss, das 1969 nach einer ersten Gebäudesanierung mit Ritters Geleitwort „Demokratie und Tradition“ vom Landratsamt Neustadt herausgegeben wurde. Als Landrat in Kirchheimbolanden brachte er 1978 das Donnersberg-Jahrbuch heraus, das seither jährlich als Heimatjahrbuch erscheint und in dem er auch als Autor heimatkundlich-historische Beiträge veröffentlichte. Im Nordpfälzer Geschichtsverein fungierte er als 1. Vorsitzender. Seit 1970 war er Mitglied der Weinbruderschaft der Pfalz.
Ritter hinterließ handschriftlich geführte „Spruchbücher“, in denen er über Jahrzehnte hinweg von bekannten und unbekannten Autoren stammende Zitate gesammelt hatte, die ihm bedeutsam erschienen und die er als „aufgelesen“ bezeichnete.

## Ehrungen
- 1983: Verdienstkreuz 1. Klasse der Bundesrepublik Deutschland
- Benennung der unter Denkmalschutz stehenden Karl-Ritter-Schule in Kirchheimbolanden, die heute die Volkshochschule des Donnersbergkreises und die Kleine Pfalzbibliothek beherbergt